# Data Radio Channel
Data Radio Channel（DARC）は、FMラジオの副搬送波における、デジタルデータ放送の標準規格である。これはRadio Data System（RDS）と類似しているが、より多くの帯域幅を持つ。
DARCは日本で開発され、そして派生はヨーロッパでSWIFT（System for Wireless Infotainment Forwarding and Teledistribution）プロジェクトによって開発された。ヨーロッパの派生は最初SWIFTと呼ばれていたが、SWIFT 国際銀行間通信協会との混乱を避けるために、1997年より、DARCと呼ばれている。
1997年、DARCは全ヨーロッパ標準のETS 300 751として承認された。

## 歴史
DARCはNHKによって開発された。
SWIFTプロジェクト（EUREKA 1197）は日本のDARC変調方式を引き継いだものの、異なるデータ符号を導入し、重要な試験を行った

## 技術特徴
データは、FMラジオの放送局から放出する76kHzの副搬送波で送出される。信号は44kHzの幅を占拠する。副搬送波はLMSK（Level-controlled Minimum Shift Keying）で変調する。
DARCと一緒になることで、FMラジオの送信機によって占拠される周波数の幅は、送信機が隣接周波数を占拠した時に、干渉を導きそうなぐらい、かなり増加する。
DARCは生の16kbit/s、有用的な8.9kbit/sの高い帯域幅を提供する。

## アプリケーション
DARCは、その高い帯域幅のために、交通情報の放送に良く適している。日本では1996年より、東京、名古屋及び大阪の都市範囲で、VICS（Vehicle Information and Communication System）サービスが展開中である。対してフランスでは、TMC/Alert-Plus情報の放送のために試験されている。
アメリカでは、これが1998年よりデジタルDJサービスによる市場情報の放送のために使用された。

## 類似技術
RDSやMicrosoftのDirectBand(英語)など、DARCに類似したデジタル伝送のいくつかの方式がある。DARCとDirectBandは、RDSと組み合わせて使用することができる。